# Belušić
Belušić es un pueblo ubicado en la municipalidad de Rekovac, en el distrito de Pomoravlje, Serbia.

## Superficie
Posee una superficie de 11,60 kilómetros cuadrados.

## Demografía
Hasta 2011 la población era de 809 habitantes, con una densidad de población de 69,76 habitantes por kilómetro cuadrado.